# 拝見スターの晩ご飯
『拝見スターの晩ご飯』（はいけんスターのばんごはん）は、1993年10月4日から1994年3月7日までテレビ東京系列局で放送されていたトークバラエティ番組である。テレビ東京とスーパーテレビジョンの共同製作。全16回。放送時間は毎週月曜 19:00 - 19:30 （日本標準時）。
司会の宮尾すすむがゲストタレントの家を訪ね、彼らとトークをしながら一家団欒の模様を伝えていた。

## ゲスト
1. 梅宮辰夫
2. 柏木由紀子
3. ロザンナ
4. （不明）
5. （不明）
6. 藤波辰爾
7. 浜田幸一
8. 水前寺清子
9. 高橋英樹
10. 東てる美
11. あいはら友子
12. 浜田光夫
13. 谷隼人・松岡きっこ
14. 清水國明 - 清水が出演した回は19:00 - 19:54の拡大版で放送。
15. 草笛光子
16. 美川憲一